# Мидлбург (Пенсилванија)
Мидлбург (енгл. Middleburg) град је у америчкој савезној држави Пенсилванија.

## Демографија
По попису из 2010. године број становника је 1.309, што је 73 (-5,3%) становника мање него 2000. године.
| Група             | 2000.         | 2010.         |
| Белци             | 1.361 (98,5%) | 1.265 (96,6%) |
| Афроамериканци    | 6 (0,4%)      | 16 (1,2%)     |
| Азијати           | 4 (0,3%)      | 1 (0,1%)      |
| Хиспаноамериканци | 5 (0,4%)      | 11 (0,8%)     |
| Укупно            | 1.382         | 1.309         |